# 버스44
버스44(중국어 간체자: 车四十四, 병음: Chē Sì Shí Sì)는 2001년에 제작된 홍콩의 영화로 실화를 바탕으로 하고 있다. 대한민국에는 부산 국제 영화제에 초청되어 알려졌다가 2014년 세월호 침몰 사고를 계기로 다시 주목을 받은 작품이다.

## 줄거리
중국의 어느 시골길에서 한 청년이 2시간 가까이 기다려 44번 버스를 탄다. 출발한 버스는 얼마 가지 않아 2인조 강도의 습격을 받는다. 승객들의 금품을 빼앗은 강도들은 젊은 여자인 운전사를 성폭행하려 하고, 청년은 이를 막아보려 고군분투하지만 흉기를 가진 강도들에게 간단히 제압당한다. 다른 승객들은 방관만 하고 있을 뿐이다. 돌아온 운전사는 경멸하듯 승객들을 돌아보고, 돌아와서 버스에 타려는 청년을 타지 못하게 한 다음 버스를 몰아 떠난다. 청년은 할 수 없이 히치하이킹을 하여 길을 계속 가는데, 경찰이 교통사고 현장을 조사하는 것이 보였다. 조금 전까지 청년이 탔던 44번 버스가 언덕 밑으로 굴러 운전사와 승객 전원이 사망했다는 소식을 경찰관들의 대화를 통해 알게 된 청년은 쓴 웃음을 짓는다.

## 감독 및 출연
- 감독 : 다이안 잉(Dayyan Ying, 중국명 우시샨(伍仕贤), en) - 대만계 미국인이다.

### 출연
- 버스 운전사 : 궁 베이비(龚蓓苾, zh) - 감독의 배우자이기도 하다.
- 청년 : 우 차오(吴超)
- 2인조 강도 : 리 이샹(李易祥, zh), 저우 쿠이(周逵)

## 수상 이력
- 베네치아 영화제(2001) : Best Short Film - Special Mention
- 선댄스 영화제(2002) : Jury honorable mention of shot film making
- 칸 영화제(2002) : Quinzaine des Réalisateurs
- 플로리다 영화제(2002) : Grand jury award - Best Narrative Short Film

그 외에 부산 국제 영화제(2001년 와이드 앵글 부문)를 비롯한 다수의 영화제에 초청되었다.